# 曼特 (堪薩斯州)
曼特（英語：Manter）是一個位於美國堪薩斯州斯坦頓縣的城市。

## 地方資料
根據2020年美國人口普查的數據，曼特的面積為0.63平方千米，當中陸地面積為0.63平方千米，而水域面積為0.00平方千米。當地共有人口132人，而人口密度為每平方千米209.52人。